# Симанчук, Виктор Александрович
Виктор Александрович Симанчук (26 февраля 1922, Москва — 24 февраля 1991, Москва) — гвардии старший лейтенант Советской Армии, участник Великой Отечественной войны, Герой Советского Союза (1946).

## Биография
Виктор Симанчук родился 26 февраля 1922 года в Москве. Окончил десять классов школы, занимался в аэроклубе. 23 июня 1940 года Симанчук был призван на службу в Рабоче-крестьянскую Красную Армию. Был направлен в Уречьенскую военную школу пилотов, в которой проучился до июля 1941 года. В декабре 1941 года окончил Молотовскую военную школу пилотов, после окончания продолжил в ней службу лётчиком-инструктором. С апреля по сентябрь 1942 года был лётчиком в 16-м запасном авиационном полку, затем в 1-й запасной авиационной бригаде. В декабре 1943 года был назначен лётчиком в 811-й штурмовой авиаполк. Оттуда в феврале 1944 года пытался улететь на фронт, за что был осуждён военным трибуналом и направлен в штрафное стрелковое подразделение на 1-м Украинском фронте. В боях был ранен, после чего вернулся к службе в авиационных частях. С июня 1944 года гвардии старшина Симанчук служил лётчиком в 91-м гвардейском штурмовом авиаполку.
К концу войны гвардии младший лейтенант Виктор Симанчук был старшим лётчиком 91-го гвардейского штурмового авиаполка 4-й гвардейской штурмовой авиадивизии 5-го штурмового авиакорпуса 5-й воздушной армии 2-го Украинского фронта. К тому времени он совершил 187 боевых вылетов на штурмовку скоплений боевой техники и живой силы противника, его важных объектов, нанеся ему большие потери, лично сбил 2 вражеских самолёта.
Указом Президиума Верховного Совета СССР от 15 мая 1946 года за «мужество и героизм, проявленные в боях» гвардии лейтенант Виктор Симанчук был удостоен высокого звания Героя Советского Союза с вручением ордена Ленина и медали «Золотая Звезда».
После окончания войны Симанчук продолжил службу в Советской Армии. В январе 1953 года в звании капитана Симанчук был уволен в запас. В 1954—1956 годах работал лётчиком-испытателем в ОКБ Миля. После ухода с лётной работы работал водителем троллейбуса, линейным слесарем в Москве.
Скончался 24 февраля 1991 года, похоронен на Кунцевском кладбище Москвы.

## Награды
- Герой Советского Союза (15.05.1946, медаль «Золотая Звезда» № 6147)[3];
- орден Ленина (15.05.1946)[3];
- два ордена Красного Знамени (22.02.1945[5], 13.06.1945[6]);
- два ордена Отечественной войны I степени (11.01.1945[7], 1985);
- орден Отечественной войны II степени (17.11.1944)[8];
- орден Красной Звезды (27.08.1944)[2];
- медаль «За боевые заслуги» (1951);
- медаль «За победу над Германией в Великой Отечественной войне 1941—1945 гг.» (07.11.1945)[9];
- юбилейная медаль «Двадцать лет Победы в Великой Отечественной войне 1941—1945 гг.» (1965);
- юбилейная медаль «Тридцать лет Победы в Великой Отечественной войне 1941—1945 гг.» (1975);
- юбилейная медаль «Сорок лет Победы в Великой Отечественной войне 1941—1945 гг.» (1985);
- медаль «За взятие Будапешта» (1945)[10];
- медаль «За взятие Вены» (1945)[10]